# RWE
RWE é uma empresa alemã que atua na distribuição de gás natural e na geração e distribuição de energia elétrica.

## Contribuições para o efeito estufa
Em 2013, o Climate Accountability Institute e o Carbon Disclosure Project emitiram um relatório estabelecendo que a transnacional alemã RWE, a maior empresa europeia em contribuição de CO2, é responsável por 0,5% das emissões globais de gases com efeito de estufa.Outro estudo realizado pelas mesmas empresas estabeleceu que 71% das emissões globais de gases com efeito de estufa desde 1988 foram produzidas por apenas 100 empresas de energia, incluindo a RWE.